# Stanislav Huňáček
Stanislav Huňáček (14. října 1905 Třebíč – 2. března 1973 Stockton-on-Tees) byl český hodinář, dělník a pilot.

## Biografie
Stanislav Huňáček se narodil v roce 1905 v Třebíči. Vyučil se hodinářem, ale vzhledem k zájmu o letectví nastoupil v Praze do továrny na letecké motory. Nastoupil na základní vojenskou službu do Chebu, kde získal pilotní a navigátorský výcvik. Odešel do civilu a stal se pilotem Československých aerolinií. Roku 1938 byl mobilizován a v červenci roku 1939 odešel do Polska a následně do Francie, kde v říjnu téhož roku vstoupil do cizinecké legie. Nastoupil na výcvik stíhacích pilotů v Chartres a pak v březnu roku 1940 vstoupil do bombardovací jednotky v Toulouse. V červenci téhož roku vstoupil do RAF k 311. československé bombardovací peruti, ale v říjnu téhož roku byl degradován a propuštěn. Zpět do RAF nastoupil až v říjnu roku 1942, kdy absolvoval výcvik na Wellingtony, v lednu následujícího roku nastoupil zpět do 311. československé bombardovací peruti, kde setrval až do září roku 1944. V září nastoupil na dopravní výcvik a v lednu roku 1945 nastoupil do 246. perutě RAF.
V červenci roku 1945 se vrátil zpět do Československa, kde pracoval na Ministerstvu národní obrany, do ledna 1946 působil v československé armádě. Následně odešel do civilu a pracoval opět v ČSA. Dne 6. dubna 1948 spolu s Vladimírem Nedvědem provedli úlet letadlem Dakota na pravidelné lince Praha–Bratislava, přistáli na letišti v Mnichově. Emigroval do Velké Británie, kde pracoval jako hodinář a následně vlastnil hodinářský závod. Zemřel v roce 1973.
Jeho jméno je uvedeno na pamětní desce na třebíčské radnici. V roce 2016 vyšla kniha Šest statečných, která mapuje osudy pilotů RAF z Třebíče, mimo jiné i Stanislava Huňáčka. Roku 2001 obdržel od města Třebíče Pamětní plaketu k výročí založení kláštera 1101–2001. Po revoluci byl rehabilitován a dosáhl tak in memoriam hodnosti plukovníka. Obdržel Československý válečný kříž.